# Majorette (Tänzerin)

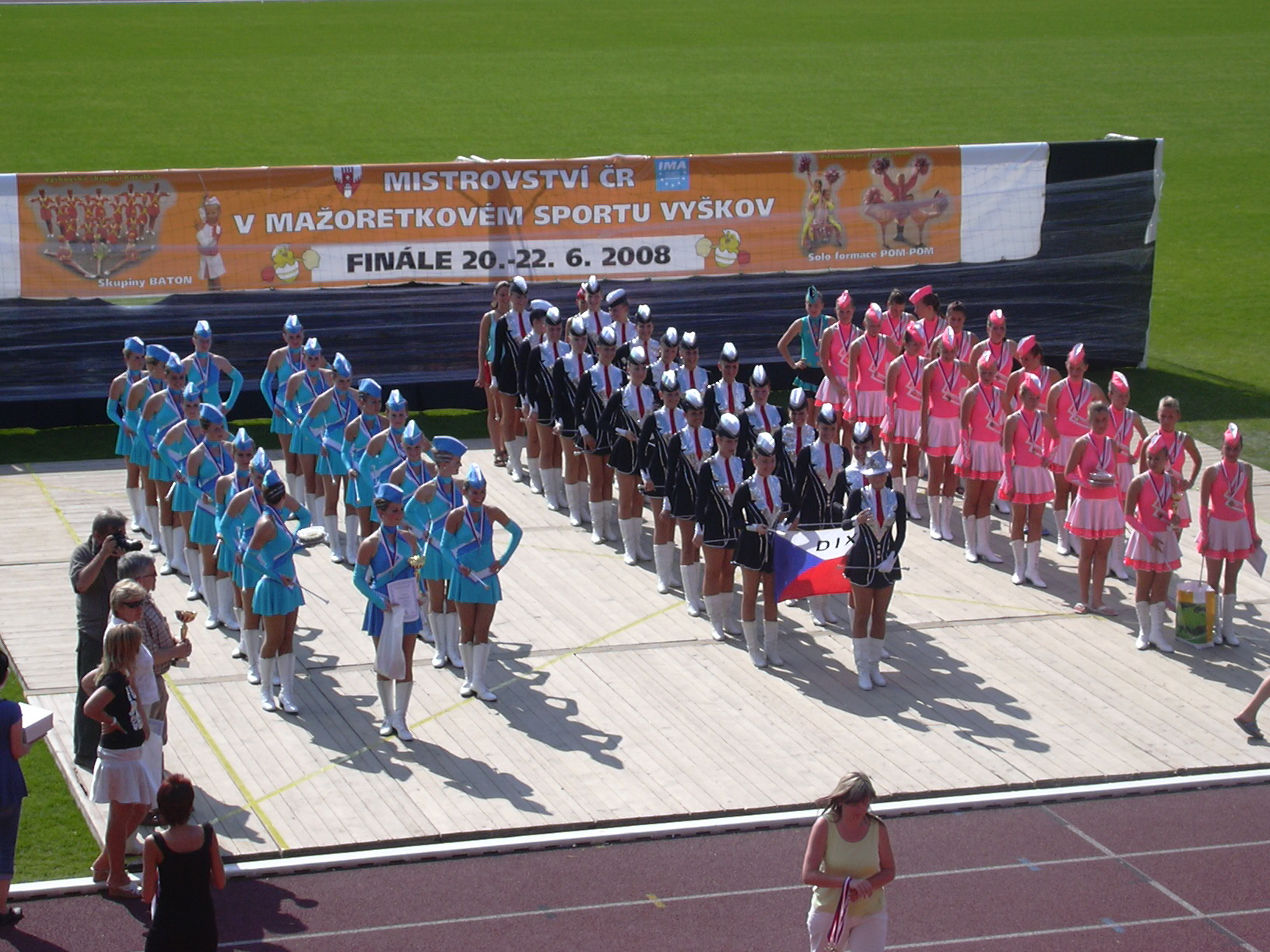
Majorettengruppe bei der Siegerehrung

Als Majoretten werden Frauen oder Mädchen bezeichnet, die in Uniformen gekleidet einen Formationstanz aufführen und dabei mit dem Bâton agieren. Die daraus entstandene Sportart wird auch im deutschsprachigen Bereich als Twirling bezeichnet.

## Ursprung
Die Bezeichnung Majorette kommt aus dem Französischen und geht auf den aus dem militärischen Bereich stammenden Offiziersrang des Majors zurück. Damit wird ein junges Mädchen in Uniform, das bei festlichen Umzügen paradiert und einen sogenannten Bâton (Stab) mit Geschick nach einstudierten choreographischen Formen herumwirbelt, beschrieben.

## Geschichte
Ende des 19. und zu Beginn des 20. Jahrhunderts paradierten in den USA die ersten weiblichen Marching Bands mit einem weiblichen Tambourmajor, der mit dem Stock den Takt vorgab. Nach der Art der Gewehrpräsentierübungen begann man den Bâton zu drehen und entwickelte damit Kunststücke. Die weiblichen Tambourmajore wurden als Drum Major Girls, später als Drum Majorettes oder einfach als Majorettes bezeichnet. In den 1940er Jahren wurden in den USA verstärkt Mädchengruppen bei Umzügen, bei denen mehrere Teilnehmerinnen einen Stab jonglierten und warfen, zur Gewohnheit, und nach dem Zweiten Weltkrieg kam dieser Brauch auch nach Europa.